# Руццини, Карло
Карло Руццини (итал. Carlo Ruzzini; 11 ноября 1653 — 5 января 1735) — венецианский дипломат и государственный деятель, 113-й венецианский дож.
Карло Руццини родился в Венеции, он был старшим сыном в семье Марко Руццини и Катерины Дзено. Получил дипломатическое образование, приобретя квалификацию специалиста, в которых Венецианская республика остро нуждалась в конце XVII века.
Руццини начал свою карьеру в 26 лет управляющим Арсеналом и верфью. В 1691 году Карло послали в качестве посла в Мадрид.
В 1698—1699 годах он представлял интересы Республики на Карловицком конгрессе и сумел получить для неё некоторые дивиденды. В 1706 году Руццини является венецианским послом в Гааге, в 1707 году — в Вене. В следующие годы Карло Руццини — чрезвычайный посол Венеции на многих важных переговорах, например в Утрехте в 1712 году.
В 1718 году он представлял Республику во время австро-турецких мирных переговоров в Пожареваце.
Ухудшение здоровья заставило Карло закончить дипломатическую карьеру. Тем не менее он продолжал иметь значительный политический вес. Он стал кандидатом на пост дожа в 1722 году, но проиграл Альвизе III Себастьяно Мочениго. А спустя десять лет, после смерти Альвизе III, 40 голосами из 41 был избран на пост дожа. Нахождение на посту дожа характеризуется умеренной и нейтральной политикой, которая удерживала Венецию от международных конфликтов.
Имел брата Луиджи Руццини, бывшего епископом Бергамо.